# Garcinia subtilinervis
Garcinia subtilinervis là một loài thực vật có hoa trong họ Bứa. Loài này được F.Muell. mô tả khoa học đầu tiên năm 1875.